# (721) Tabora
(721) Tabora – planetoida z zewnętrznej części pasa głównego asteroid okrążająca Słońce w ciągu 6 lat i 262 dni w średniej odległości 3,56 au. Została odkryta 18 października 1911 roku w Landessternwarte Heidelberg-Königstuhl w Heidelbergu przez Franza Kaisera. Nazwa planetoidy pochodzi od liniowca Tabora, zwiedzanego w czasie konferencji astronomicznej. Przed nadaniem nazwy planetoida nosiła oznaczenie tymczasowe (721) 1911 MZ.